# Gerhard Rauschen
Gerhard Rauschen (* 13. Oktober 1854 in Heinsberg; † 12. April 1917 in Bonn) war ein katholischer Theologe, Kirchenhistoriker, Patrologe und Schulmann.

## Leben
Nach dem Abitur im Herbst 1874 am Quirinus-Gymnasium Neuss studierte er in Bonn 1874 bis 1877 Katholische Theologie. Am 11. August 1878 empfing er die Priesterweihe im niederländischen Roermond. Nach einigen Jahren in privaten Stellungen kehrte er 1882 bis 1887 zum Studium der Klassischen Philologie und Geschichte nach Bonn zurück, wo er am 22. Juli 1886 zum Dr. phil. promoviert wurde. Von Ostern 1887 bis Ostern 1888 absolvierte er an der Ritterakademie Bedburg sein Probejahr, leitete dann 1888 bis 1889 als Rektor die Höhere Töchterschule in Bergisch Gladbach. 1889 bis 1892 war er Religions- und Oberlehrer am Progymnasium Andernach, ab Ostern 1892 Religions- und Oberlehrer am Königlichen Gymnasium Bonn. Am 7. Mai 1895 promovierte er in Freiburg zum Dr. theol., am 30. Juni 1897 erfolgte in der Katholisch-Theologischen Fakultät Bonn die Habilitation für Kirchengeschichte. Am 22. Oktober 1902 wurde er in derselben Fakultät zum außerordentlichen Professor, am 10. April 1915 zum ordentlichen Honorarprofessor für Kirchengeschichte mit besonderer Berücksichtigung der Alten Kirchengeschichte und Patristik ernannt. In seinen Vorlesungen behandelte er auch die Christliche Archäologie.
Sein umfangreiches wissenschaftliches Werk greift bis ins hohe Mittelalter aus; der Grundriß der Patrologie und die Eucharistie und Bußsakrament in den ersten sechs Jahrhunderten der Kirche wurden ins Französische und ins Italienische übersetzt, immer noch benutzt werden die Jahrbücher der christlichen Kirche unter dem Kaiser Theodosius dem Großen. Der Grundriß wurde bis 1980 nacheinander von Joseph Wittig, Berthold Altaner und Alfred Stuiber unter wechselnden Titeln in neuen Bearbeitungen fortgeführt.
1904 begründete er die Reihe Florilegium Patristicum tam veteris quam medii aevi auctores complectens zur Veröffentlichung wissenschaftlicher Einzelausgaben von patristischen Quellentexten für den Unterricht an Universitäten, deren Hefte z. T. in mehreren Auflagen erschienen und die nach seinem Tod bis zum Ende des Zweiten Weltkriegs fortgeführt wurde.
Neben diesen und weiteren wissenschaftlichen Werken verfasste er zahlreiche Schulbücher für den Religionsunterricht an höheren Schulen, die sämtlich in mehreren Auflagen erschienen und zum Teil auch noch lange nach seinem Tod neu aufgelegt wurden.
Sein Fakultätskollege Joseph Felten charakterisiert ihn in seinem Nachruf als fleißig und als Frühaufsteher mit geregelter und einfacher Lebensweise, ohne gesellschaftliche Bedürfnisse, und fasst zusammen: »Er war ein tüchtiger Lehrer und würdiger Priester, im Verkehr mit anderen offen, ohne Arg, von heiterer Lebensart und voll Humor« (Felten S. 11). Sein Vermögen hinterließ er einer Stiftung für Bedürftige seiner Heimat, ein Legat bestimmte er für den Knabenchor der Bonner Münsterkirche zur Finanzierung jährlicher Ausflüge.
Seit 1901 war er Ehrenmitglied der katholischen Studentenverbindung KDStV Ripuaria Bonn im CV. 

## Werke

### Wissenschaftliche Veröffentlichungen
- Ephemerides Tullianae rerum inde ab exsilio Ciceronis (mart. LVIII a. Chr.) usque ad extremum annum LIV gestarum. Bonnae: apud H. Behrend, 1886 (Bonn, Phil. Fak., Inaug.-Diss. vom 22. Juli 1886).
- Die Legende Karls des Großen im 11. und 12. Jahrhundert. Mit einem Anhang über Urkunden Karls des Großen und Friedrichs I. für Aachen von Hugo Loersch. Leipzig: Duncker & Humblot, 1890. (Publikationen der Gesellschaft für Rheinische Geschichtskunde 7).
- Der Unterricht in der alten Geschichte auf den oberen Klassen des Gymnasiums. Jahresbericht des Progymnasiums zu Andernach, Schuljahr 1889–90, Teil I. Andernach: Isbert, 1890. (Digitalisat)
- Neue Untersuchungen über die »Descriptio« und ihre Bedeutung für die großen Reliquien zu Aachen und St. Denis. In: Historisches Jahrbuch 15, 1894, S. 257–278.
- Jahrbücher der christlichen Kirche unter dem Kaiser Theodosius dem Großen. Versuch einer Erneuerung der Annales Ecclesiastici des Baronius für die Jahre 378–395. Freiburg i. B.: Herder, 1897.
- Das griechisch-römische Schulwesen zur Zeit des ausgehenden antiken Heidentums. Beil. zum Jahresbericht des Königlichen Gymnasiums zu Bonn 1899/1900. Bonn: Georgi, 1900.
- Mitteilungen zur Geschichte des Jülich-Klevischen Erbfolgestreites aus dem Gangelter Stadtbuch. In: Zeitschrift des Aachener Geschichtsverein, 33, 1911, S. 77–81.
- Grundriß der Patrologie. Mit besonderer Berücksichtigung der Dogmengeschichte. Freiburg im Breisgau [u. a.]: Herder, 1903; 2., verb. und verm. Aufl. 1906; 3., verb. und verm. Aufl. 1910; 4. und 5., verm. u. verb. Aufl. 1913; auch französisch und italienisch.
- Monumenta aevi apostolici. Digessit vertit adnotavit Gerardus Rauschen. Bonnae: Hanstein, 1904; Editio altera emendata 1914 (Florilegium patristicum 1).
- S. Iustini Apologiae duae. Vertit adnotavit Gerardus Rauschen. Bonn: Hanstein, 1904; Editio altera aucta et emendata 1911; 3. Aufl. 1934 (Florilegium patristicum 2).
- Monumenta minora saeculi secundi. Digessit, vertit, annotavit Gerardus Rauschen. Bonnae: Hanstein, 1905; Editio altera emendata. 1914 (Florilegium patristicum 3).
- Die wichtigeren neuen Funde aus dem Gebiete der ältesten Kirchengeschichte. Beilage zum Jahresbericht des Königliches Gymnasiums zu Bonn 1904/05. Bonn: Georgi, 1905.
- Tertulliani Liber de praescriptione haereticorum. Accedunt S. Irenaei Adversus haereses III, 3–4. Digessit vertit adnotavit Gerardus Rauschen. Bonnae: Hanstein, 1906; 2., verb. Aufl. 1930 (Florilegium patristicum 4).
- Vincentii Lerinensis Commonitoria. Digessit vertit adnotavit Gerardus Rauschen. Bonnae: Hanstein, 1906 (Florilegium patristicum 5).
- Tertulliani Apologetici recensio nova. Digessit vertit adnotavit Gerardus Rauschen. Bonnae: Hanstein, 1906; Editio altera emendata 1912 (Florilegium patristicum 6).
- Eucharistie und Bußsakrament in den ersten sechs Jahrhunderten der Kirche. Freiburg im Br.: Herder, 1908 (italienisch Florenz 1909; französisch Paris 1910); 2., verb. und verm. Aufl. 1910.
- Monumenta eucharistica et liturgica vetustissima. Digessit vertit adnotavit Gerardus Rauschen. Bonnae: Hanstein, 1909; Editio altera emendata 1914 (Florilegium patristicum 7).
- M. Minucii Felicis Octavius. Digessit vertit adnotavit Gerardus Rauschen. Bonnae: Hanstein, 1913 (Florilegium patristicum 8).
- Allgemeine Einleitung. Die beiden Apologien Justins des Märtyrers. Der Brief an Diognet. Übersetzt von Gerhard Rauschen. In: Frühchristliche Apologeten. Aus dem Griechischen oder Lateinischen übersetzt. Bd. 1. Kempten/München: Kösel 1913, S. VII–VIII. 55–173 (Bibliothek der Kirchenväter 12).
- Neues Licht aus dem alten Orient. Beilage zum Jahresbericht des Königlichen Gymnasiums zu Bonn 1912/13. Bonn: Th. Wurm, 1913. (Digitalisat)
- Textus Antenicaeni ad primatum Romanum spectantes. Digesssit vertit adnotavit Gerardus Rauschen. Bonnae: Hanstein, 1914 (Florilegium patristicum 9).
- Tertulliani De paenitentia et De pudicitia recensio nova. Digessit vertit adnotavit Gerardus Rauschen. Bonnae: Hanstein, 1915 (Florilegium patristicum 10).
- Tertulliani De baptismo et Ps.-Cypriani De rebaptismate recensio nova. Digessit vertit adnotavit Gerardus Rauschen. Bonnae: Hanstein, 1916 (Florilegium patristicum 11).
- Emendationes et adnotationes ad Tertulliani Apologeticum. Digessit vertit adnotavit Gerardus Rauschen. Bonnae: Hanstein, 1919 (Florilegium patristicum 12).

### Schulbücher
(durchweg in zahlreichen Auflagen)
- Lehrbuch der katholischen Religion für die oberen Klassen höherer Lehranstalten. Bonn: Hanstein.
  - Teil 1: Kirchengeschichte
  - Teil 2: Grundriß der Apologetik
  - Teil 3: Glaubenslehre
  - Teil 4: Sittenlehre
- Hilfsbuch für den katholischen Religionsunterricht in der ersten Klasse der höheren Mädchenschule. Bonn: Hanstein
- Bibelkunde für höhere Mädchenschulen. Bonn: Hanstein
- Bibelkunde für höhere Lehranstalten. Bonn: Hanstein
- Kirchengeschichte und Bibelkunde für höhere Mädchenschulen. Bonn: Hanstein
- Kirchengeschichte für Mittelschulen und verwandte Anstalten. Bonn: Hanstein
- Kirchengeschichte für höhere Mädchenschulen. Bonn: Hanstein
- Kleine Kirchengeschichte. Kirchengeschichtliche Charakterbilder für höhere Lehranstalten. Bonn: Hanstein
- Apologetik als Anhang zur Glaubenslehre für die Prima höherer Lehranstalten. Bonn: Hanstein